# Долоресомния
Долоресомния — (от лат. dolor - боль, страдание и somnus - сон) - психоэмоциональное состояние, возникающее после пробуждения от фазы REM-сна, насыщенной яркими и положительными сновидениями, характеризующееся выраженным контрастом между воспринимаемым комфортом, безопасностью и удовлетворением, испытываемым во время сна, и остротой переживания тяжести реальности, необходимостью столкнуться с повседневными обязанностями, стрессами и проблемами. Это состояние сопровождается чувством меланхолии, тоски, стремлением избегать реальности и желанием вернуться к сновидениям или продлить состояние сна. Долоресомния может включать в себя элементы дисфории, снижения мотивации к активности и участию в повседневной жизни, а также временное ощущение отчуждения от окружающей действительности.
Это состояние может быть вызвано различными факторами, включая, но не ограничиваясь: психологическим напряжением, эмоциональным истощением, депрессивными расстройствами, а также недосыпом или нарушениями сна в предшествующий период.

## Теоретическое обоснование
Исследования функции сна подчеркивают его важную роль в регуляции эмоционального состояния человека. Сон, особенно его фаза быстрого сна, играет важную роль в обработке и нормализации эмоций, помогая уменьшить эмоциональную реактивность и способствуя психологическому восстановлению. Этот процесс регуляции эмоций во время сна предполагает, что качество и структура сна могут значительно влиять на эмоциональное благополучие человека после пробуждения.
В контексте долоресомнии, понимание сна как механизма регуляции эмоций предоставляет основу для осмысления, как и почему переход от состояния сна к состоянию бодрствования может вызывать ощущение дискомфорта, печали или тоски, особенно после ярких и положительных сновидений. Осознание того, что сон служит эмоциональному восстановлению, помогает объяснить контраст между удовлетворенностью, испытываемой во сне, и остротой переживаний в реальности, что характеризует состояние долоресомнии.